# Telz
Telz è una frazione della città tedesca di Mittenwalde, nel Brandeburgo.

## Storia
Telz è un piccolo centro rurale di antica origine.
Il 26 ottobre 2003 il comune di Telz fu aggregato alla città di Mittenwalde.